# Денатурований спирт
Денатурований спирт — прозорий забарвлений водно-спиртовий розчин міцністю 82 % з неприємним запахом, що готується із спиртових відходів виробництва з доданням денатурантів і барвника.
Застосовується в парфумерії, для освітлення, лабораторних і промислових потреб, як паливо.